# Robin Teverson, Baron Teverson

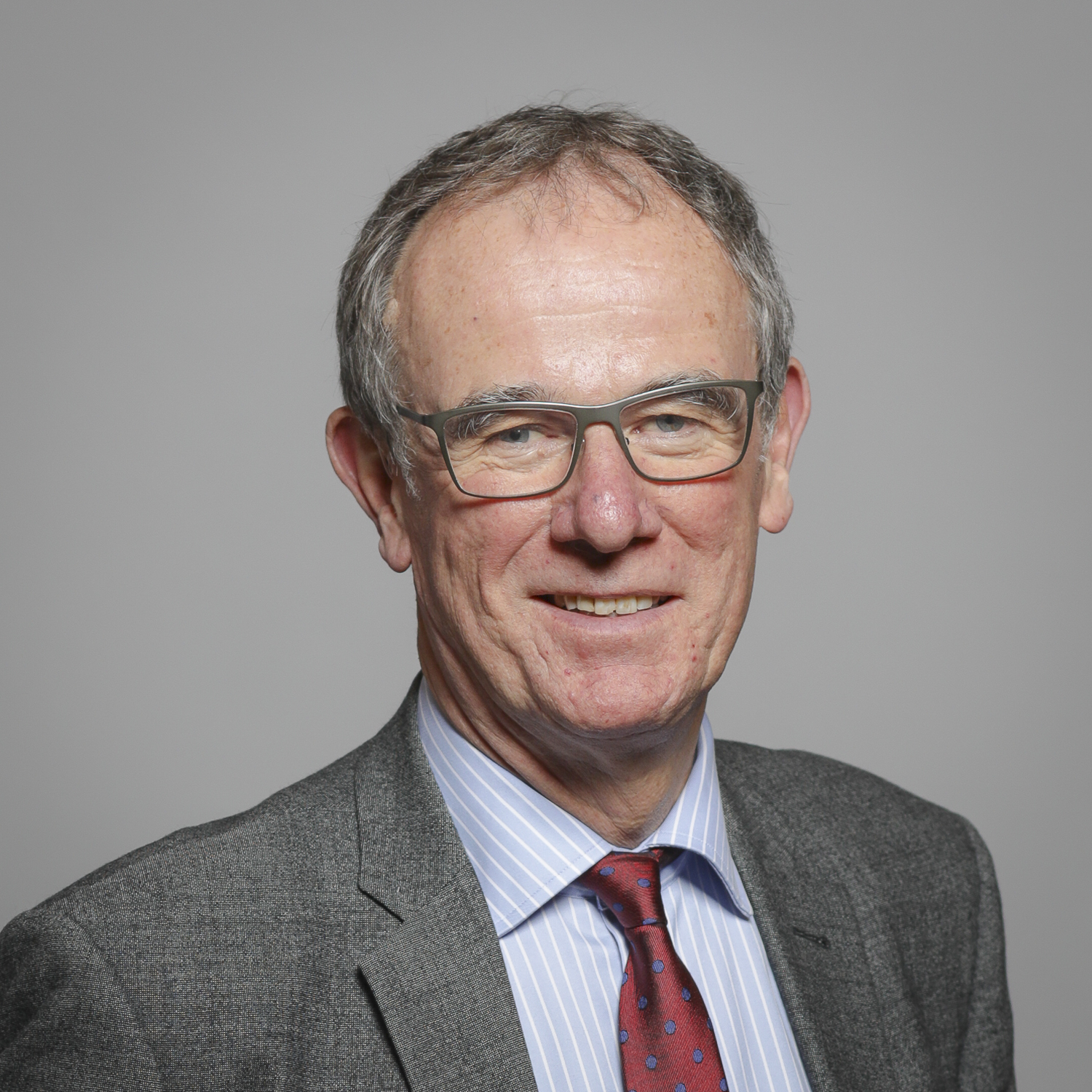
Robin Teverson (2017)

Robin Teverson, Baron Teverson (* 31. März 1952) ist ein britischer Politiker der Liberal Democrats, der während der vierten Legislaturperiode zwischen 1994 und 1999 Mitglied des Europäischen Parlaments war und seit 2006 Mitglied des House of Lords ist.

## Leben
Nach dem Schulbesuch absolvierte Teverson ein Studium an der University of Exeter.
Nachdem er sich bei den Unterhauswahlen am 9. April 1992 als Kandidat der Liberal Democrats im Wahlkreis South East Cornwall vergeblich um einen Abgeordnetensitz im House of Commons beworben hatte, wurde er 1994 zum Mitglied des Europäischen Parlaments gewählt und vertrat in diesem bis zum Ende der vierten Legislaturperiode 1999 den Wahlbezirk Cornwall and West Plymouth. Er gehörte damit zu den ersten beiden Liberaldemokraten, die zum Mitglied des Europäischen Parlaments gewählt wurden. Zuletzt war er dort von 1997 bis 1999 Haupt-Fraktionsgeschäftsführer der Europäischen Liberal-Demokraten.
Anschließend übernahm er zahlreiche Aufgaben in der Privatwirtschaft wie zum Beispiel als Direktor der Unternehmen KCS Trade Print Ltd, Wessex Investors Ltd, Wessex Projects Limited und Wessex Hotel Operators Limited sowie als Vorstandsvorsitzender der Finance South West Ltd.
Zum anderen engagierte er sich weiterhin zwischen 1999 und 2002 als Vorsitzender des Finanz- und Verwaltungskomitees sowie zugleich als Mitglied des Exekutivvorstands bei den Liberal Democrats. Die Funktion als Mitglied des Exekutivvorstands nimmt er seit 2005 erneut wahr.
Am 26. Juni 2006 wurde Teverson als Life Peer mit dem Titel Baron Teverson, of Tregony in the County of Cornwall, in den Adelsstand erhoben und gehört seitdem als Mitglied dem House of Lords an.
Als solches war er zwischen 2006 und 2009 Whip der Fraktion der Liberal Democrats im Oberhaus sowie zugleich bis 2008 Fraktionssprecher für Umwelt, Ernährung und ländliche Angelegenheiten, ehe er von 2008 bis 2010 Fraktionssprecher für Energie und Klimawandel war. Daneben ist Lord Teverson seit 2009 Mitglied des Rates der Grafschaft Cornwall.